# 位置情報SNS

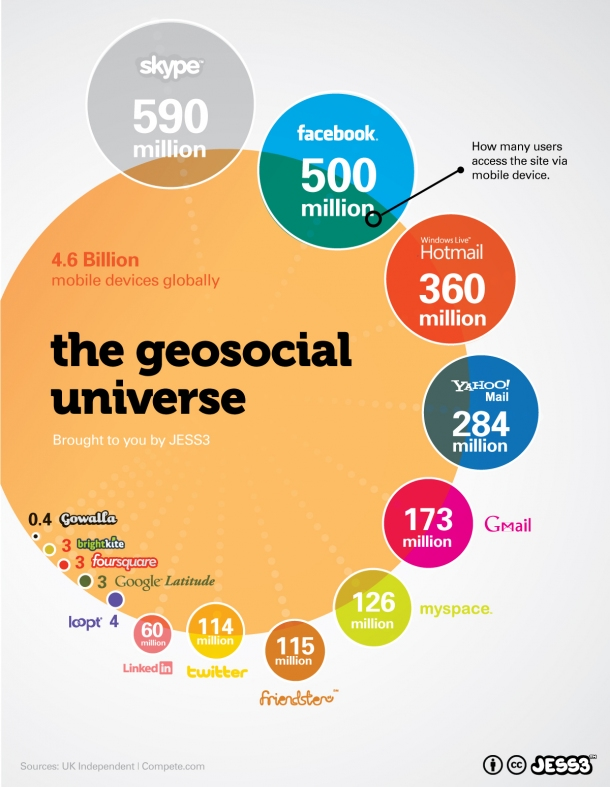
2010年8月に位置情報SNSの利用人口を示したインフォグラフィック

位置情報SNS（いちじょうほうエスエヌエス、英:Geosocial networking service）は、ジオタグなどのジオコーディングを活用したソーシャル・ネットワーク・サービスである。利用者が公開した位置情報から、興味対象である出会いの場やイベントへの参加などのつながりが生まれている。PC使用時の位置情報はIPアドレスか公衆無線LANから割り出され、携帯端末使用時は端末追跡システムか利用者の入力により参照される。

## 用途
利用者の所在地の関連情報が利用できる。また、道路、建物、公園などの場所に拠るジオコーディングの場所や、勉強会、コンサートイベント、ナイトクラブ、飲食店のレビューなどのジオタグ情報を利用したWebマッピング技術でも同様の機能が果たせる。 イェルプやFacebook、Foursquareなどは、場所や会場などの共有サービスとして人気が高い。
被災地においては、災害援助にジオタグを用いた協調フィルタリングや集団的知性を活用した状況判断が役立つ。また、各種情報を地理的に位置づけることで伝染病発生源や隔離などの状況にも対応できる。
これらの技術はイベントの企画調整に重要な役割を果たしており、政治的な活用法も想定されている。例えば、市民は抗議活動を治安当局の介入前に展開する際に、携帯電話やTwitterを使用し即座に行動に移せる。
また友人などと位置情報を共有すること自体を目的とするZenlyやwhooなども存在する。

## 個人情報保護方針
2009年初めに、Twitterアカウントの不正アクセスが1月に45件と4月に10件発生した。1月の事例では、9アカウントから悪戯目的の投稿がなされ、いずれもメールアドレスや携帯電話番号などの非公開情報を閲覧された可能性がある。侵入発覚後数時間以内に、運営元がセキュリティホールを閉鎖し侵入されたアカウント所有者に通知した。4月の事例では、個人情報の不正アクセスがなされ少なくとも1アカウントのパスワードがリセットされた。その際は発覚後数分以内に対象アカウントを削除し、対象ユーザーに通知した。連邦取引委員会（以下、FTC）はTwitter社のセキュリティ対策の調査を開始し、Twitter社がFTCの各種対策の提案を受け入れ合意に至った。

## 连结
- GrabGEO是一个移动应用程序，用于跟踪组的位置